# Lymantria ganara
Lymantria ganara este o specie de molii din genul Lymantria, familia Lymantriidae, descrisă de Moore 1859 Conform Catalogue of Life specia Lymantria ganara nu are subspecii cunoscute.